# さいたま市内の通り
さいたま市内の通り（さいたましないのとおり）は、埼玉県さいたま市内にある通りを一覧にした記事である。
「○○通り」という表記と「○○通」という表記があるが、本項では「○○通り」に統一した。
以下、都市計画道路に関する記載はさいたま市地図情報システム「都市計画道路等」、市道番号に関する記載はさいたま市地図情報システム「認定路線」による。

## 旧浦和市内
旧浦和市では、1968年（昭和43年）に道路の愛称、1979年（昭和54年）に坂の愛称、1984年（昭和59年）に道路と坂の愛称の募集がそれぞれ行われた。

### 1968年の道路愛称募集にて命名された通り名
旧浦和市では、人口の増加に伴う道路の拡幅や道路の新設が進む中で、ほとんどの道路に呼びやすい名前がなく、日常生活にも不便であるとの市民の意見が多いとして、舗装などの道路整備事業と並行する形で、1968年（昭和43年）7月20日から8月10日の期間で、市内10路線の愛称の募集が行われた。
その結果、373人から計2554の愛称案の応募があり、詩人の神保光太郎を委員長とし、学識経験者・報道関係者・地域団体の代表など30人からなる審査会を経て、以下の愛称が決定された。
- 北宿通り

北浦和ターミナルビル付近から北東に進み、県立浦和高校の南側や道祖土交差点を通り、さいたま市立病院の西側までの道を指す。名称は、大字三室字北宿に通じることに由来する。東武バス浦31系統の北浦和駅 - さいたま市立病院間の走行区間とほぼ一致する。
- 元町（もとちょう）通り

北浦和駅南東の旧中山道との交差点から東に向かい、産業道路（本太中学校前交差点）までの区間を指す。全区間が、都市計画道路元町三室線に含まれる。名称は、元町の大部分を通ることに由来する。
- グランド通り

浦和橋交差点から東に進み、浦和総合運動場（総合グランド）の北側を通って産業道路（駒場交差点）までの区間を指す。名称は、総合グランドを中心とした道であることに由来する。
- 東（ひがし）通り

馬場先通りとの交差点からJR東北本線の線路の東側を北西に進み、浦和駅東口駅前を通って新浦和橋付近で線路沿いを離れ、県道さいたま幸手線（浦高通り）との交差点までの区間を指す。名称は、旧浦和市中心街の東側を通ることに由来する。
- 日の出通り

浦和駅東口南側の東通りから東に進み、産業道路（大谷口県営住宅交差点）までの区間を指す。愛称は、いつまでも美しい朝日が望める通りであるようにとの願いをこめて付けられた。
- 馬場先通り

旧中山道の岸町公民館前交差点から東に進み、東北本線の線路下をくぐり、右折のち左折して浦和競馬場の南側を通り、産業道路までの区間を指す。名称は、浦和競馬場の門前を通ることに由来する。
- 南大（みなみおお）通り

南浦和駅東口からJR武蔵野線の線路沿いを東浦和駅方面へ向かい、県道さいたま草加線の狐橋を渡って産業道路（南浦和駅入口交差点）までの区間を指す。武蔵野線の高架下を二度くぐる。名称は、南浦和駅前の大通りであることに由来する。
- 新六間道路

常盤二丁目バス停付近の交差点から西に進み、仲町小学校南側や土合中学校南側を通って道場バス停（旧：土合道場バス停）付近までの道を指す。国道17号の六間通り交差点以西では、県道さいたま鴻巣線を通り、途中で旧与野市内を通過する。名称は、昭和初期に行われた耕地整理の際に六間（約11 m）の幅の道となり、これが常盤地内で「六間通り」と呼ばれていたことに由来する。
- 坂下通り

常盤公園南側の市役所通りとの交差点から南へ進み、県庁前（東）交差点を通って浦和商業高校正門前までの区間を指し、旧中山道が通る高台と、埼玉県庁のある高台（鹿島台）との間の南北に走る谷に沿っている。名称は、埼玉県庁の坂下を経由することに由来する。
- 田島通り

南浦和駅西口付近から西に進み、浦和区神明1丁目で都市計画道路大谷場高木線と合流し、武蔵浦和駅前を通って新大宮バイパス（田島団地前交差点）までの区間を指す。名称は、田島地区へ通ずることに由来する。

### 1984年の道路愛称募集にて命名された通り名
旧浦和市では、「市内に多数の道路や坂道があり、昔から坂の多い町として知られている中で、親しみやすい愛称をつける」として、1984年（昭和59年）5月1日 - 6月30日にも、12路線の道路と10本の坂道の愛称の募集が行われた。
- 白神（はくじん）通り

大久保東小学校の東側から北へ進み、神田地区、白鍬地区を通って旧大宮市との境界までの区間を指す。名称は、神田と白鍬の境界を流れる白神川を渡ることなどに由来する。
- 大泉院通り

大泉院通りバス停付近にて埼大通り（国道463号）ら分かれる形で北西に進み、大久保東小学校の南側を通って学校橋を渡り、大久保小学校の前までの区間を指す。名称は、大泉院横を通ることに由来する。
- 新開（しびらき）通り

田島地区の志木街道との交差点から北西に進み、新開小学校の東側を通って道場地区の新六間道路との交差点までの区間を指す。名称は、新開地区を通ることに由来する。
- 別所沼通り

別所沼公園南側の志木街道との分岐から西に進み、中浦和駅の北側を通って新大宮バイパスまでの区間を指す。名称は、別所沼を起点とすることに由来する。
- 裏門通り

三井住友銀行浦和支店付近の旧中山道との交差点を起点として西へ進み、埼玉県庁第二庁舎の北側を通って土合小学校の南側の県道大谷本郷さいたま線との交差点までの区間を指す。名称は、過去に県庁官舎の裏門に通じる道であったことに由来する。
- 市役所通り

旧中山道の仲町交差点から都市計画道路町谷本太線を西に進んでさいたま市役所の南側を通り、鯛ヶ窪橋の東詰の信号にて斜め左に分岐する形で町谷本太線から離れ、浦和仲町郵便局付近の旧与野市との境界までの区間を指す。名称は、旧浦和市役所（現・さいたま市役所）前を通ることに由来する。
- 仲町（なかちょう）平和通り

浦和区仲町1丁目のほぼ中央を東西に貫通する形で、東北本線西側からロイヤルパインズホテル浦和の前までを通る道を指す。名称は、従来、仲一平和街商店会があったことに由来する。
- 舟山通り

舟山公園の南端付近の川口市との境界から公園南西側を北西に向かい、大谷場小学校の東側を通って馬場先通りまでの区間を指す。名称は、舟山公園前を通ることに由来する。
- 一ツ木通り

文蔵小学校の西側の蕨市との境界から北に進み、南浦和駅西口を通って岸中学校の南側までの区間を指す。この区間は、都市計画道路蕨南浦和西口線のうちさいたま市内区間に相当し、蕨市内区間の「蕨高北通り」に接続する。名称は、住居表示以前の大字大谷場字一ツ木（現：南本町2・3丁目、南浦和2丁目など）を通ることに由来する。
- 文化通り

丸広百貨店南浦和店近くの南浦和駅西口交差点から西に進み、さいたま市文化センター付近の突きあたりまでの区間を指す。この区間は、都市計画道路南浦和西口停車場線にほぼ相当する。名称は、駅から文化センターまでを結ぶことに由来する。
- 南陸橋通り

コンフォール南浦和の東端の川口市との境界から西南西に進み、南浦和陸橋で東北本線を越え、さいたま市文化センターの南側を通って旧中山道との交差点までの区間を指す。名称は、南浦和陸橋に由来する。
- 沼影通り

田島通りの沼影観音堂前にある交差点から南に進み、沼影小学校の西側や内谷中学校の西側を通って戸田市との境界までの区間を指す。名称は、沼影地区を通ることに由来する。

### 緑区東浦和地区（東浦和第一土地区画整理事業地区）にある通り名
さいたま市が2025年3月に発行した緑区ガイドマップに付属の地図には、緑区の東浦和地区（東浦和第一土地区画整理事業の事業区域）の中に、下表の通りが掲載されている。
- 梅の郷通り

会の谷バス停付近から南西 - 北東方向に延びる道。尾間木小学校の北端と東浦和6・7丁目境付近に、それぞれ起終点の通り名表示がある。
- 尾間木内谷通り

東浦和9丁目の中央部から中尾地区方面に向かう道。
- 尾間木支所通り
- カエデ通り
- せせらぎ遊歩道
- ハナミズキ通り
- 東浦和駅北通り
- 東浦和駅前通り
- 富士見坂通り
- 見沼台通り
- 和田通り

### 白鍬電建住宅内の通り名
白鍬電建住宅バス停がある折返所内に設置された「白鍬電建案内図」に記載の地図中に、通り名が記載されている。

### 上記以外の通り名
- 荒川総合運動公園通り

大久保浄水場北側を東西に通る道路
- 市場（いちば）通り

常盤公園東側から旧中山道までの道。1980年に命名。由来は、戦国時代から昭和初期にかけて、二・七の日に位置が開かれていたことによる。
- 浦高通り

北浦和ターミナルビルから埼玉県立浦和高等学校の北側に向かう道路。
- けやき通り

緑区東大門地区の中央部を南東～北西に結ぶ道路
- 県庁通り

浦和駅西口ロータリーから国道17号（中山道）の県庁前交差点。浦和駅西口交差点以東は県道34号さいたま草加線の一部で、同交差点以西は国道463号の一部である。
- 埼大通り

埼大通り商店会は、国道463号の「国道17号バイパスと国道463号線が交わる交差点」（埼大通り交差点）から「羽根倉橋手前の下大久保交差点辺り」が埼大通りと呼ばれるとしている一方、「さいたま市地形図」には、埼大通り交差点よりも約2.2km東の北浦和公園の北側にも、「国道463号（埼大通り）」との記載がある。
- さくら通り

藤右衛門川通りの東側道路
- さくら草通り

浦和コルソと埼玉会館を結ぶ歩行者専用道路。浦和駅西口市街地改造事業（1972年 - 1981年）に合わせてタイルレンガの歩道や街路樹などが整備された際に、名称が市民から公募された。
- 鹿手通り
- 女子高通り

さいたま市立高砂小学校東側から埼玉県立浦和第一女子高等学校の正門前まで
- 神明通り
- 藤右衛門川（とうえもんがわ）通り

浦和競馬場の北西端付近から、国道463号線までの道。1981年に命名。由来は、藤右衛門川の暗渠の上を通ることによる。
- 西高通り
- ハッピーロード

北浦和駅西口ロータリーから西に向かい、さいたまメディカルセンター南側まで
- ヒマワリ通り

南区役所の西側道路。武蔵浦和駅第1街区第一種市街地再開発事業の西辺に位置する。
- ふれあい通り

北浦和駅西口ロータリーから埼大通りの北側を並行し、イオン北浦和店に突き当たる道路。
- 文化センター東側通り
- 平和通り

北浦和駅 - 与野駅間の京浜東北線の東側道路
- 前地通り
- 門前通り

旧中山道と玉蔵院を結ぶ道路

### 1979年の愛称募集にて命名された坂道名
浦和市総務部行政資料室 編 1992『わがまち浦和 地域別案内（改訂版）』では、旧浦和市内の複数の坂について、1979年の愛称募集にて命名された旨が記載されている。
これについて、1979年当時の浦和市の広報『市民と市政』には、7月号に「市内の主な坂に名称を表示した案内標識を設置すべく、坂の調査を行っており、昔から伝えられた名称や地域住民に親しまれている呼び名などの身近な坂の名称を知らせてほしい」旨の記載がみられる。一方、その結果については、同広報中には、翌1980年の6月号に「市民に親しまれている道路に愛称を表示した標識や由緒ある坂道に名称を表示した標識を100か所に設置した」旨の記載と、太田窪2丁目に設置された「富士見坂」の標識の写真の掲載があるのみである。
以下では、浦和市総務部行政資料室 編 1992『わがまち浦和 地域別案内（改訂版）』に1979年の愛称募集にて命名された旨の記載がある坂道を列挙する。
- 馬坂（うまざか）

坂下橋交差点の北側、円正寺自治会館の西側の、南区円正寺と太田窪との境界にある坂。名称の由来について、『わがまち浦和 地域別案内（改訂版）』は、「馬で登るのが困難だといわれるほどの急坂であるということからつけられたようである」としている。
- 貝殻坂

緑区東大門1丁目南部の、大門坂下公園の南側にある坂。この坂のある道は、もともと県道大宮鳩ヶ谷線（現：埼玉県道105号さいたま鳩ヶ谷線）から分かれて国道463号の畷橋方向へ向かう道であったが、大門第一特定土地区画整理事業によって、坂の北東側では道筋が変わっている。1979年の愛称募集において、それ以前からあった愛称がそのまま命名された。名称の由来について、『わがまち浦和 地域別案内（改訂版）』は、「付近から貝殻が出てくることからの命名と思われる」としている。
- 曲坂（かねざか）

南区別所2丁目にある坂。『わがまち浦和 地域別案内（改訂版）』は、「別所小学校（現：浦和別所小学校）の南側にある坂」としている一方、さいたま市地形図では、浦和別所小学校の西側の道に「曲坂」と記載している。名称は、大工の使う曲尺に似ていることに由来する。
- 観音坂

南浦和小学校の西側、秋葉病院の北側にある坂。坂のすぐ西側には、JR武蔵野線の根岸第二トンネルの坑口がある。名称は、坂を下ってさらに南西側に行った突き当り（国道17号沿い）の白幡観音堂に由来する。
- 地蔵坂

観音坂の北西側、白幡睦神社の南東側にある坂。名称は、坂の中腹に地蔵堂があることに由来する。
- 沼の上坂

南区太田窪の二十三夜交差点北側にある県道川口上尾線（産業道路）（県道さいたま草加線との重複区間）の坂。名称は、坂の南側にあった上谷沼（うわやぬま、現：上谷沼調節池）の上に位置する坂であることに由来する。
- 富士見小坂

桜区の中島小学校の北東側にある坂。名称は、冬の朝に坂を駆け上がると雪化粧をした富士山がくっきりと見えることに由来する。但し、2025年現在は道の南側に住宅が建っており、坂から富士山のある南東方向を見通すことは難しい。
- 焼米坂

南区の南浦和小学校東側を通る、旧中山道の坂。観音坂と同様、その地下をJR武蔵野線が通る。江戸時代に編纂された『新編武蔵風土記稿』に、「中山道を通る旅人に焼き米を売る店があったことから焼米坂と名付けられた」旨の記載があり、これがそのまま、1979年の愛称募集の際にも命名された。

### 1984年の愛称募集にて命名された坂道名
旧浦和市では、上述の通り、1984年（昭和59年）5月1日 - 6月30日に、12路線の道路と共に、10本の坂道の愛称の募集が行われた。
以下に、これによって命名され、浦和市広報『市民と市政』の1984年9月号に命名結果が記載された10本の坂道に加え、浦和市総務部行政資料室 編 1992『わがまち浦和 地域別案内（改訂版）』において、1984年の愛称募集にて命名された旨の記載がある2本の坂（天久保坂、不動坂）について記載する。
- 日向（ひなた）坂

桜区南元宿から、桜区西堀の日向交差点に向かって上る新六間道路の坂。名称は、住居表示以前の大字西堀字日向（現：西堀8～10丁目など）に由来する。
- 社坂

新六間道路から、桜区西堀8丁目の西堀氷川神社の西側へと上る坂。坂の途中で、都市計画道路町谷本太線の西堀氷川トンネルの上を通過する。名称は、西堀氷川神社に由来し、浦和市広報『市民と市政』1984年9月号には、「最初は神社坂と名付けようと思ったが、社坂という響きに重みを感じたので命名した」旨の、命名者によるコメントが掲載されている。
- 木遣（きやり）坂

浦和区岸町の県立浦和商業高等学校の正門から北方向に下る、坂下通りの坂。名称は、近くで市指定無形文化財である木遣歌が歌い継がれていることに由来する。
- 神明坂

浦和区神明 にある田島通りの坂。名称は、神明地区にあることに由来する。田島通りのうち、武蔵浦和駅・国道17号方面から東に向かってこの坂の前後の区間を通ると、坂を上って旧中山道と交差し、すぐに下り坂と上り坂が連続するが、「神明坂」の表示板は、この2番目の上り坂の途中に設置されている。さらにその先にも下り坂があり、南浦和駅西口付近へと至る。
- 一ツ木坂

南区根岸1丁目から南本町1丁目に向かって上る、文化通りの坂。名称は、住居表示以前の大字大谷場字一ツ木（現：南本町2・3丁目、南浦和2丁目など）や、近くにある一ツ木遺跡に由来する。
- 庚申坂

都市計画道路大谷場高木線との交差点から南東方向に向かって上る、舟山通りの坂。南区南浦和2丁目にある。さらに南東に進むとJR武蔵野線の高架橋に至る。名称は、近くの大谷場小学校脇に市指定有形民俗文化財の庚申塔があることに由来するが、この庚申塔は舟山通りの1本南西側の道沿いにある。
- 桜坂

緑区太田窪3丁目と南区大谷口 との境界を、産業道路に向かって上る坂で、大谷口保育園の西側、諏訪入公園の南側に位置する。名称は、途中に珍しい犬桜があることに由来する。
- 朝日坂

緑区宮本1丁目と2丁目との境界を、南西から北東に向かって上る坂。都市計画道路元町三室線の北東端からさらに北東に進んだ道（市道L-1113号線）にある。名称は、坂の頂上から見沼方面をのぞむと朝日がうかがえ、また坂が勇壮で、昇る朝日に似ていることに由来する。
- 北宿（きたじゅく）坂

緑区のさいたま市立病院の西側を通る北宿通りの坂。名称は、北宿通り上にあることや、大字三室字北宿に位置することに由来する。
- 西高坂

浦和区上木崎7丁目、皇山町、木崎3丁目付近にある、県道さいたま川口線（西高通り）の坂。名称は、近くに県立浦和西高等学校があることに由来する。
- 天久保坂

緑区上野田のさぎ山記念公園の北東にある、県道さいたま鳩ヶ谷線（日光御成道）の坂。名称は、大字上野田字天久保に由来する。
- 不動坂

緑区中尾を通る国道463号（旧：県道浦和越谷線）の、花月交差点と緑区役所（北）交差点との間にある坂。名称は、坂の南側にある大聖不動尊に由来する。

### その他の坂道名
- 富士見坂

緑区太田窪1丁目と南区太田窪2丁目との間を通る、日の出通りの坂。名称は、坂上から坂下方向の真正面に富士山が見えることに由来する。

## 旧大宮市内

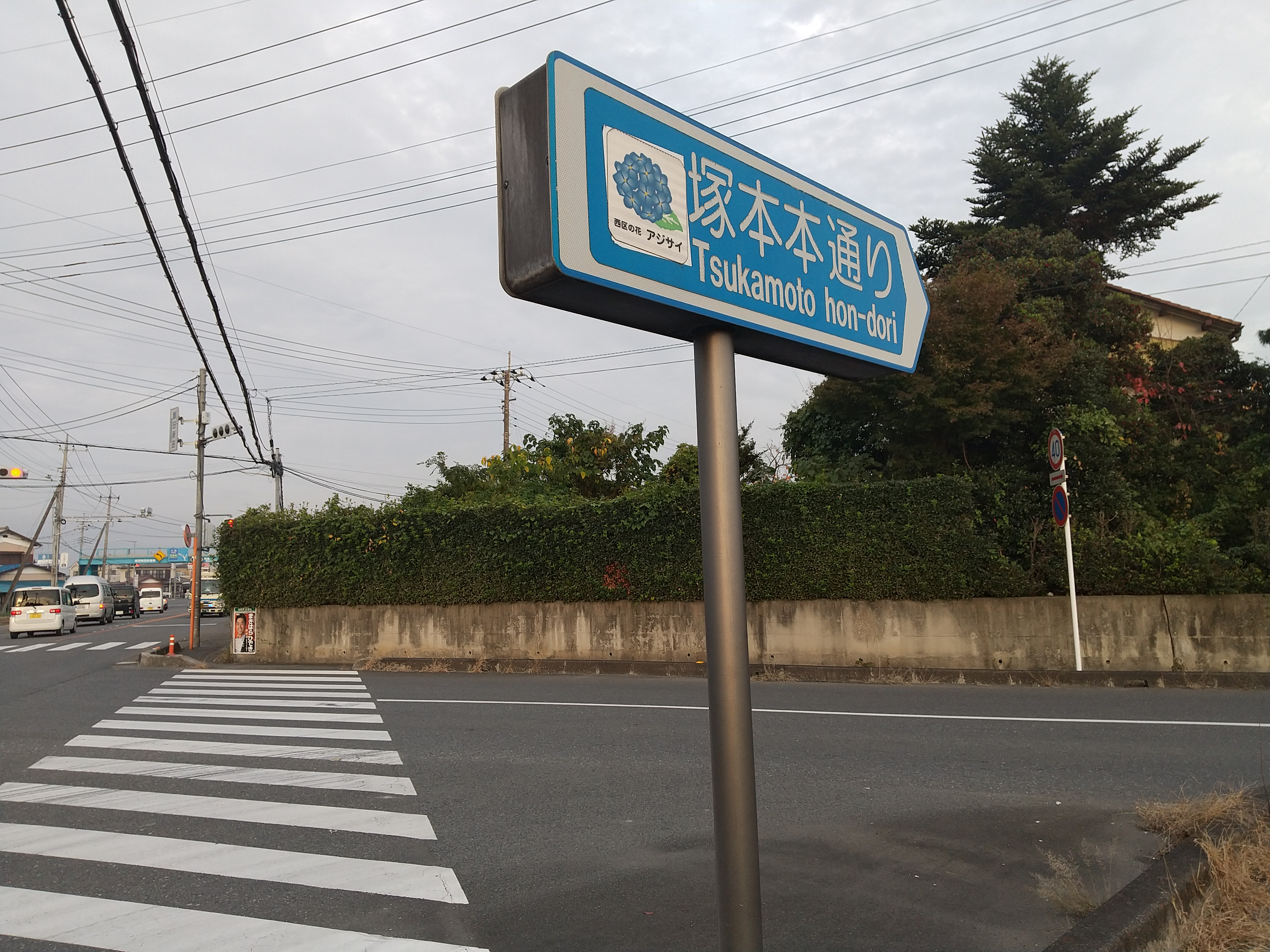
塚本本通り

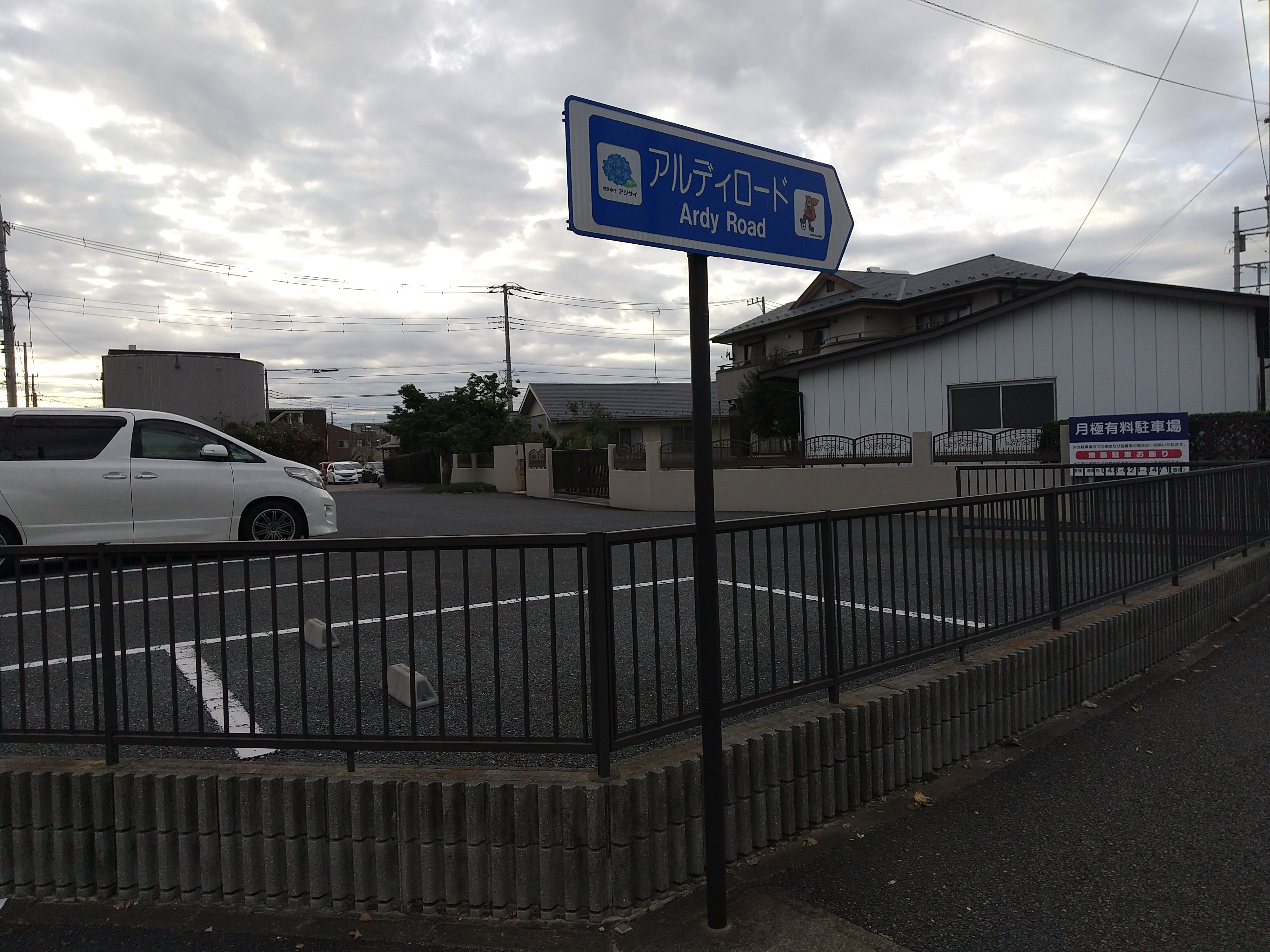
アルディロード

三橋中央通り

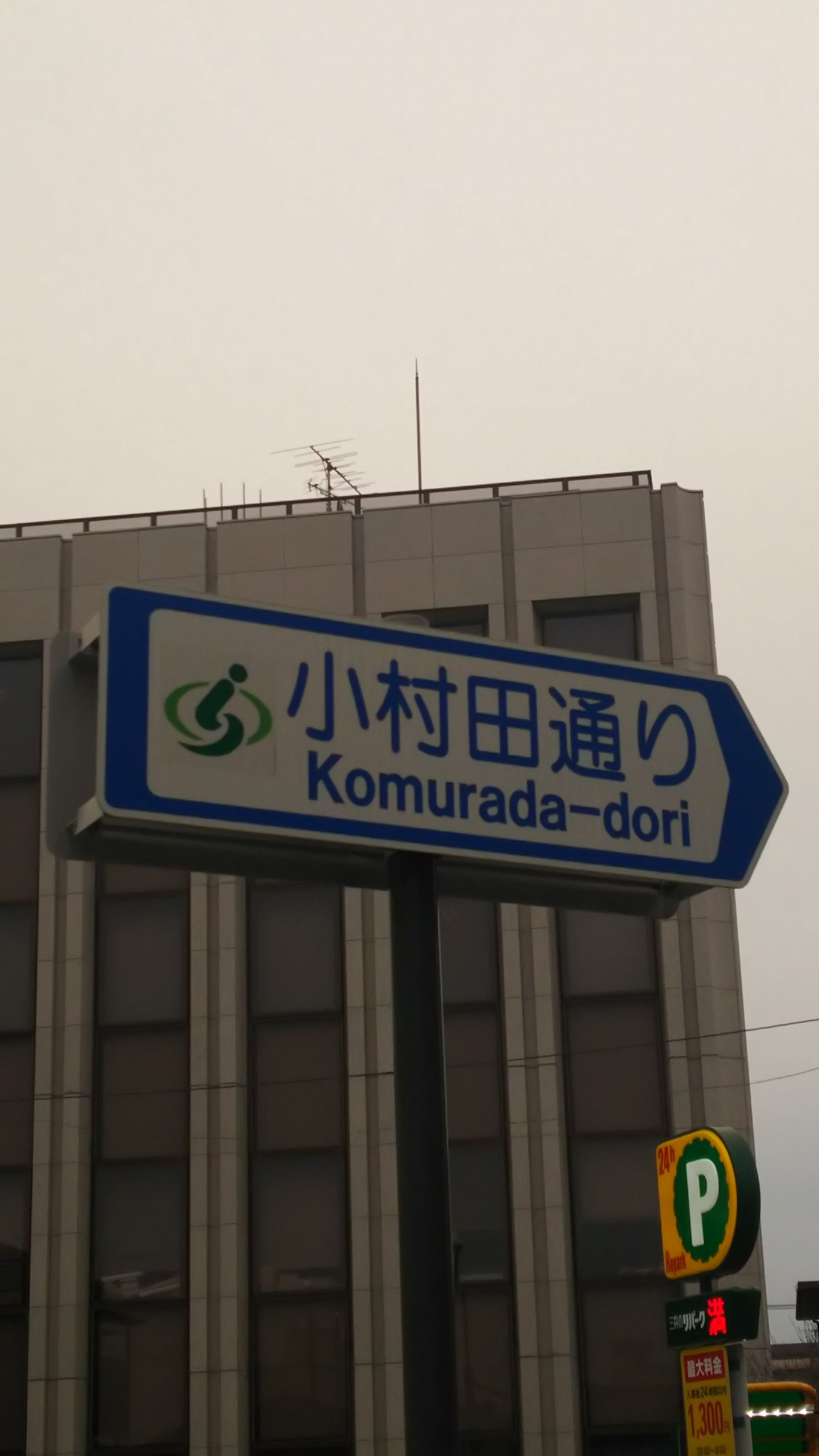
小村田通り

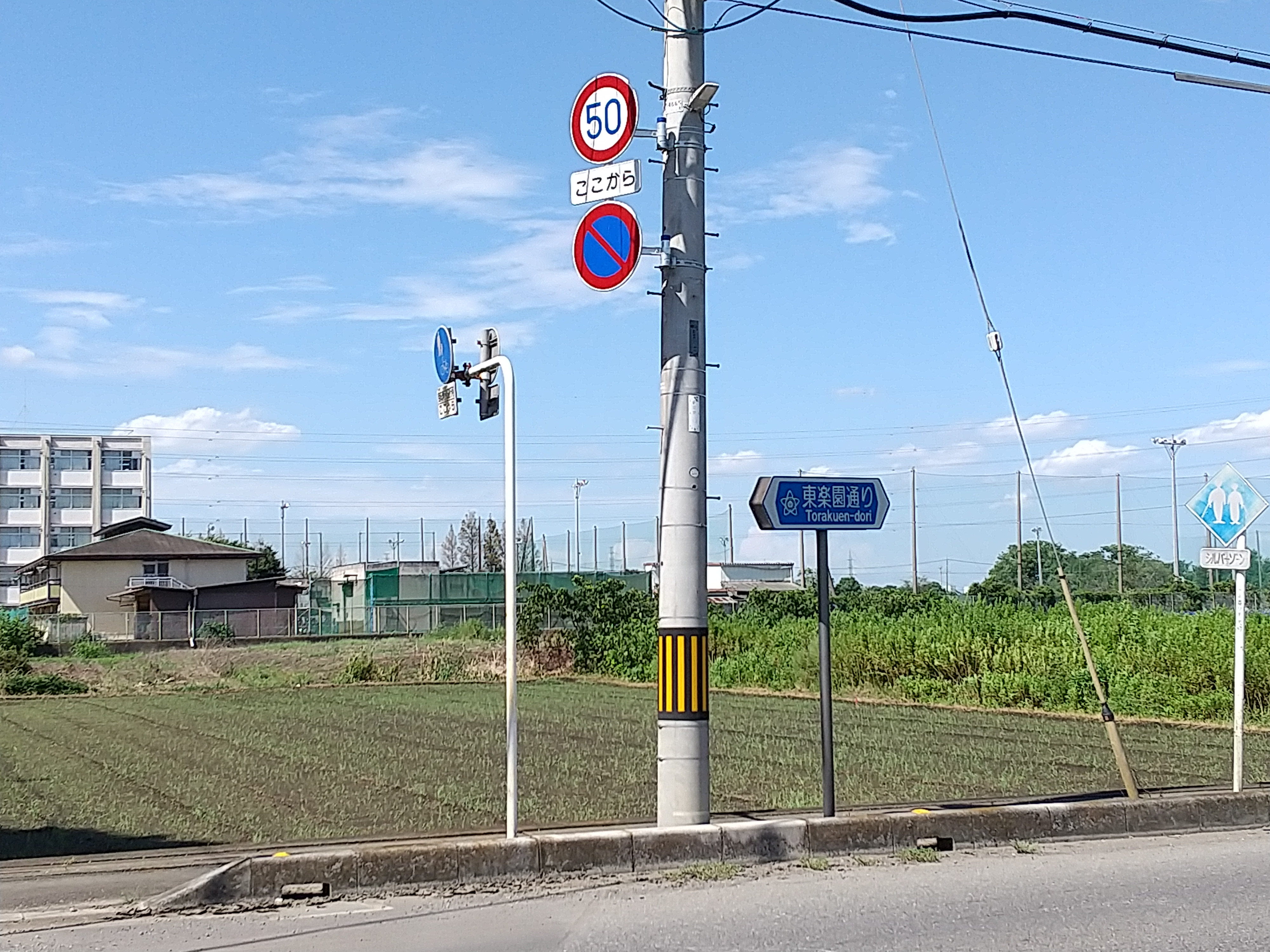
東楽園通り

- 塚本本通り

西区大字飯田新田にある、県道56号さいたまふじみ野所沢線との交差点「飯田新田」が起点。途中大字塚本、大字植田谷本村新田、塚本町一丁目・二丁目・三丁目を通過して、富士見市との境界を流れるびん沼川に架かる砂塚橋で塚本本通りの名称は終了となる。
- アルディロード

西区西大宮一丁目にある、西大宮駅北口ロータリーが起点。北へ進んで国道16号西大宮バイパスと交差し西大宮三丁目に入り、東に西区役所を、西に埼玉栄中学校・高等学校やさいたま市立指扇中学校を見る。RB大宮アルディージャのクラブハウス・練習場付近の、西大宮三丁目と四丁目の境界にある市道との交差点が終点となる。
- 土呂駅西通り

北区土呂町一丁目にある、宇都宮線中島踏切付近の交差点が起点。北東へ向かった後北西に進路を取り、土呂駅西口ロータリーからの通りと合流する。住宅地の中を抜けると大砂土小学校の東側を通って本郷町に入り、市道との交差点が終点となる。一部区間で北区コミュニティバスが走行する。
- きたまち東通り

北区植竹町二丁目・土呂町・宮原町一丁目にある、市道との交差点「植竹中学校前」が名称の起点。土呂町と宮原町一丁目の境界を成して、植竹中学校の西側を通る。途中から本郷町と宮原町一丁目の境界を成し、両町の境界にある市道との交差点「大砂土小学校（西）」できたまち東通りの名称は終了となる。全区間で東武バスウエストの大42系統が、一部区間で北区コミュニティバスが走行する。
- 市民の森通り

北区土呂町二丁目にある、土呂駅東口ロータリーが起点。東へ進むと県道35号川口上尾線（産業道路）と交差し、坂を下って見沼代用水西縁に架かる川島橋を渡ると見沼二丁目に入る。名称の由来となった市民の森の南側を通り、芝川に架かる鷲山橋を渡ると、ほどなくして見沼区大和田町二丁目に入る。南東に進路をとり、坂を上り切ったところにある県道5号さいたま菖蒲線（第二産業道路）との交差点が終点となる。大半の区間で見沼区大砂土東地区乗合タクシー「みぬま号」・見沼区片柳西地区乗合タクシー「カワセミ号」が走行する。
- 神明橋通り

北区土呂町二丁目にある、市道との交差点が起点。東へ向かって坂を下り、見沼代用水西縁に架かり名称の由来となった神明橋を渡ると、見沼二丁目と三丁目の境界を成す。芝川に架かる神明下橋を渡るとほどなくして見沼区に入り、大和田町二丁目と東大宮一丁目の境界を成す。大砂土中学校の南側を通り、両町の境界にある県道5号さいたま菖蒲線（第二産業道路）との交差点「大砂土中学校前」が終点となる。
- 大宮中央通り

大宮区大門町一丁目にある、大宮駅東口ロータリーが起点。旧中山道との交差点までは県道90号大宮停車場線であり、ここから大門町二丁目に入って県道214号新方須賀さいたま線となる。大門町三丁目に入ると大宮小学校の北側を通り、氷川参道との交差点で大宮中央通りの名称は終了となる。国際興業バス・東武バスウエストによって、多数のバス路線が運行されている。
- ウエストサイドストリート

大宮区大門町一丁目と宮町一丁目の境界にある、市道との交差点が起点。大門町一丁目と宮町一丁目の境界を成して東へ進み、大門町一丁目・大門町二丁目・宮町一丁目の境界にある、旧中山道との交差点が終点となる。
- 住吉通り

大宮区宮町一丁目にある、市道との交差点が起点。東へ進み、宮町一丁目と二丁目の境界にある、旧中山道との交差点が終点となる。
- ペンギン通り

大宮区大門町一丁目と二丁目の境界にある、旧中山道との交差点が起点。東へ進み、カモメ通りと交差して大門町三丁目に入る。氷川参道との交差点が終点となる。
- カモメ通り

大宮区大門町二丁目と三丁目の境界にある、県道214号新方須賀さいたま線（大宮中央通り）との交差点が名称の起点。大門町二丁目と三丁目の境界を成して北へ進み、ペンギン通りと交差する。一の宮通りと交差すると宮町二丁目に入り、県道2号さいたま春日部線との交差点でカモメ通りの名称は終了となる。
- 一の宮通り

大宮区大門町二丁目と宮町二丁目の境界にある、旧中山道との交差点「一番街」が起点。大門町二丁目と宮町二丁目の境界を成して東へ進み、カモメ通りと交差すると北東に進路をとる。大門町三丁目と宮町二丁目の境界を成して進み、途中から大門町三丁目と高鼻町一丁目の境界を成す。高鼻町一丁目にある、県道2号さいたま春日部線との交差点が終点となる。
- 裏参道通り

大宮区土手町一丁目と三丁目の境界にある、旧中山道との交差点が起点。東へ進むと、土手町三丁目と高鼻町三丁目の境界を成す。北東に進路をとると高鼻町一丁目と三丁目の境界を成し、高鼻町四丁目に入ると北へ向かい、大宮公園の西側を通る。大宮簡易裁判所・大宮区検察庁の西側を通ると大宮公園内に入り、高鼻町四丁目と寿能町一丁目の境界にある市道との交差点で裏参道通りの名称は終了となる。
- 三橋中央通り

大宮区桜木町一丁目・二丁目にある大宮駅西口ロータリーが起点。西へ向かい、国道17号と交差すると桜木町四丁目に入ると桜木小学校の北側を通り、鴻沼川を渡る。小村田通りとの交差点を過ぎると上小町に入る。大宮駅西口ロータリーから新大宮バイパスまでの区間は、4車線となっている。三橋二丁目に入ると県道165号大谷本郷さいたま線となり、国道17号新大宮バイパスと交差する。ここからは県道56号さいたまふじみ野所沢線となる。三橋四丁目をかすめて鴨川を渡り、西区大字水判土に入る。県道57号さいたま鴻巣線との交差点を経て、新川を渡ると大字飯田に入る。続けて大字二ツ宮に入り、県道57号さいたま鴻巣線との交差点「二ツ宮」が終点となる。東武バスウエスト・西武バスによって、多数のバス路線が運行されている。
- 小村田通り

大宮区桜木町四丁目にある、三橋中央通りとの交差点が起点。南西に進むとほどなくして上小町に入り、上小公園の西側を通る。県道165号大谷本郷さいたま線と交差すると、上小町と三橋三丁目の境界を成す。続けて中央区円阿弥七丁目に入り、県立いずみ高校の北側にある市道との交差点が終点となる。
- 大和田公園通り

大宮区寿能町一丁目と二丁目の境界にある、県道35号川口上尾線（産業道路）との交差点「大和田公園入口」が起点。東へ進んで住宅地を抜け、見沼代用水西縁を寿能上橋で渡ると、南側には大和田公園が、北側には見沼地内の農地が広がる。芝川に架かる石橋を渡ってほどなくすると見沼区大和田町一丁目に入り、坂を上り切ると県道5号さいたま菖蒲線（第二産業道路）と交差する。続いて県道398号大和田停車場線と交差し、大字蓮沼にある県道2号さいたま春日部線との交差点「蓮沼」交差点が終点となる。なお、大和田町内で行われている大和田特定土地区画整理事業に伴い、県道398号大和田停車場線から県道2号さいたま春日部線までの区間は一部が消滅する予定となっている。
- 大谷中通り

大和田公園通りから連続した通り。見沼区大字蓮沼にある、県道2号さいたま春日部線との交差点「蓮沼」が起点。東へ進んで大字大谷に入ると、名称の由来となったさいたま市立大谷中学校の北側を通過する。北東に進路を取ると、商店街を抜け、加田屋川を渡った地点から大字新堤と大字東門前の境界を成す。大字東宮下の飛地をかすめて、東門前にある県道105号さいたま鳩ヶ谷線との交差点が終点となる。なお、全区間で見沼区コミュニティバスが運行されている。
- 出戸橋通り

見沼区東大宮一丁目・五丁目・七丁目の境界にある、県道5号さいたま菖蒲線（第二産業道路）との交差点「八雲神社入口」が起点。東大宮五丁目と七丁目の境界を成して北東へ進み、ロードサイド型の飲食店が並ぶ中を抜けると、東大宮駅東口から伸びる通り（東大宮七里線）と交差する。ここからは東大宮五丁目と六丁目の境界を成すが、ほどなくして六丁目に入る。芝浦工業大学大宮キャンパスへ続く通りと交差し、さらに進むと丸ヶ崎町に入る。見沼代用水東縁に架かる新出戸橋を渡ると大字丸ヶ崎に入り、県道322号東門前蓮田線との交差点「丸ヶ崎（南）」が終点となる。起点から東大宮七里線までは見沼区大砂土東地区乗合タクシー「みぬま号」が、東大宮七里線から終点までは国際興業バスの東大01・東大02・東大02-2系統が運行されている。なお、「出戸橋」は、出戸橋通りと並行する市道の橋の名称である。
- 武道館通り

見沼区大和田町二丁目にある、大和田駅北側の交差点が起点。北西へ向かい、大字をかすめて堀崎町に入る。東側に名称の由来となった大宮武道館を、西側に見沼区役所を見て進み、北に進路をとる。堀崎町と島町の境界にある、市道との交差点「見沼区役所（北）」が終点となる。ほぼ全区間にわたり国際興業バスの東大03系統が、一部区間で見沼区コミュニティバス・見沼区片柳西地区乗合タクシー「カワセミ号」が運行されている。
- 中川分水通り

見沼区大字中川にある、市道との交差点が名称の起点。南へ向かい、大字と大字新右ェ門新田の境界を成す。途中から大字中川と大字上山口新田の境界を成し、大字中川にある県道1号さいたま川口線（第二産業道路）との交差点で中川分水通りの名称は終了となる。
- 南中野通り

見沼区大字南中野にある、県道1号さいたま川口線（第二産業道路）との交差点が名称の起点。東へ進み、県道214号新方須賀さいたま線との交差点が終点となる。
- 商店通り

見沼区大字新堤と大字東宮下の境界にある、県道105号さいたま鳩ヶ谷線との交差点が起点。北東へ向かい、見沼代用水東縁に架かる梅の木橋を渡ると、大宮神宮台ニュータウンの中を通る。大字東宮下と東宮下三丁目の境界にある、県道65号さいたま幸手線との交差点が終点となる。
- 西山通り

見沼区大字山にある、県道214号新方須賀さいたま線との交差点が起点。南へ向かい、片柳に入る。続いて見山に入り、緑区との境界で西山通りの名称は終了となる。
- 東楽園通り

見沼区大谷にある、県道65号さいたま幸手線との交差点が起点。東へ進んで加田屋川を渡ると膝子に入り、北東に進路を取る。見沼代用水東縁に架かる樋の口橋を渡ると県道105号さいたま鳩ヶ谷線と交差し、名称の由来となった老人福祉センター「東楽園」の北側を通る。東部環境センター・東部リサイクルセンターを北側に見ると、市道との交差点が終点となる。

## 旧与野市内
旧与野市では、江戸時代以前から、現在の本町通り沿いに南北方向に市場町が形成されており、引又（志木市）、川越、原市（上尾市）、赤山陣屋（川口市）など、各方面に道が伸びていた。
1883年に与野町の約1.5km東に鉄道が開通し、1926年11月に与野駅が開設されると、翌1927年に、本町通りと与野駅とを結ぶ駅前通りが開通した。さらに1929年から1937年頃にかけて、与野町では耕地整理が行われ、これに伴う道路整備によって、八幡通り、里見通り、たつみ通りなどが開通した。
1988年には、与野市の市制施行30周年記念事業の1つとして、11本の市道と8か所の坂道の愛称の募集と命名が行われた。

### 市制施行30周年記念事業の前から愛称があった道路・坂道

#### 道路
- 本町（ほんまち）通り

鴻沼川（霧敷川）の西側の台地上を、南北に縦貫する県道大谷本郷さいたま線の一部。狭義では、本町東6丁目の上町氷川神社から本町西1丁目の庚申堂までの1.4～1.5kmを指す。この区間は、室町時代からの市場の開催地であり、江戸時代中期には中山道や相模国・甲斐国から陸奥国への脇往還としての人馬の往来があった。
広義では、都市計画道路としての「本町通り線」が、中央区・大宮区境界付近の都市計画道路南大通東線（与野大宮大通り）の交差点から、中央区・桜区境界までの3.4kmとなっており、「さいたま市地形図」では、さらに南側の桜区西堀9丁目にも「本町通り」の記載がある。
- 与野中央通り

鴻沼川（霧敷川）のすぐ東側の低地を、南北に縦貫する都市計画道路（与野中央通り線）。都市計画道路南大通東線（与野大宮大通り）の新都心（西）交差点が北端、都市計画道路道場三室線との交差点が南端であり、この区間はさいたま市道第1号線にほぼ相当する。
北端では、北へ向かう都市計画道路桜木広路線と接続している。
- 八幡（はちまん）通り

国道17号本道のさいたまスーパーアリーナ入口交差点から西に進む道路。区間には、県道宗岡さいたま線の支線が含まれる。
『みち紀行 ―与野の道をたずねて』では、西端を新大宮バイパスまでの約1.35kmとしており、これは都市計画道路八幡通り線と一致するが、さらに西側の与野西北小学校南側の道路（市道第7号線）にも、通り名の看板が設置されている。
上落合地区の耕地整理事業の際に整備され、1930年6月12日に、国道17号から本町通りまでが町道として開通した。
「八幡」の名は、道路南側に八幡の祠があったことに由来する。この祠は、1951年 - 1952年頃に従来よりも西側の現在地（上落合3丁目8番）に移された。
- 赤山通り

北与野駅の南側を東西に通る道路。国道17号本道と新大宮バイパスにある2つの赤山通り交差点どうしを結ぶ道（市道第2号線）が含まれる。さらに、国道17号以東の下落合小学校南側の道路（市道第218号線）にも通り名の看板が設置されている。通りの名称と経路は、赤山陣屋（川口市）へと続く赤山道を起源としている。
- 白鍬通り

埼玉県立与野高等学校の北側や八王子公園の北側を東西に通る道路。『みち紀行 ―与野の道をたずねて』では、本町通りを東端とする約1.5 kmとしており、これによると、西端は白神通りとの交差点付近に当たる。
- 駅前通り

与野駅から西に進み、与野本町駅北側や与野本町小学校南側を通って本町通りの円乗院前に至る道。県道与野停車場線がこれに相当し、また都市計画道路与野西口駅前通線の区間とも一致する。与野駅の開業翌年の1913年に、それまでの2尺（約60 cm）の幅の畦道に土盛をする形で完成した。2003年には、与野駅西口交差点以東の区間の都市計画道路が完成し、道幅が広げられた。
- たつみ通り

与野西中学校の北側を東西に通る道路。県道宗岡さいたま線の一部と市道第3号線からなる。『みち紀行 ―与野の道をたずねて』によれば、東北本線を越え、中山道に直結する大原陸橋を東端とし、中央区ㆍ桜区の境界付近の諏訪神社前を西端とする。都市計画道路としては「タツミ通り線」とのカタカナ表記で、さらに西の埼玉大学正門前までが区間である。
1929年に始まる与野本町・下落合地区の耕地整理事業により誕生した。「たつみ」の由来は、大字与野字巽（たつみ、現在の本町東1・2丁目付近）による。
上峰歩道橋交差点以西は、与野から羽根倉に向かう「羽根倉道」の道筋と重なっている。
- 里見通り

国道17号の中里交差点から西に進み、妙行寺の南側を通って本町通りとの交差点で北西に向きを変え、上峰交差点の東側でたつみ通りと合流する約1.7kmの道。市道第10号線がこれに相当する。
1930年11月に始まる鈴谷地区の耕地整理事業により誕生した。通り名は、「鈴谷から中里を見る」という地形上の意味で、鈴谷の住民の投票によって付けられた。

#### 坂道
- 諏訪坂

上峰1・2丁目のたつみ通り（県道宗岡さいたま線）にある坂。名前は、沿道の諏訪神社に由来する。昭和期に切り通しとなる以前は、急坂であったとされる。

### 市制施行30周年記念事業により愛称が付けられた道路・坂

#### 道路
- 上落合通り

上落合小学校の西側を南北に通る道路。市道第33号、184号線の一部からなり、南端は赤山通り、北端は国道17号との合流点である。愛称は、投票時の2案「上小（かみしょう）通り」「上落合通り」の中から選ばれた。
- コミセン通り

与野本町小学校・与野本町コミュニティセンターの東側、与野八幡小学校の西側を南北に通る道路。市道第135号、136号線からなり、南端は県道宗岡さいたま線、北端は中央区・大宮区の境界付近である。愛称は、投票時の2案「コミセン通り」「ふれあい通り」の中から選ばれた。
- フラワー通り

新大宮バイパスと円阿弥道との間を、八王子1丁目・円阿弥1・3丁目を縦貫する形で南北に通る道路。市道第119号線に相当し、南端は白鍬通り、北端は新大宮バイパスとの合流点である。愛称は、投票時の2案「フラワー通り」「ハナミズキ通り」の中から選ばれた。
- 円阿弥通り

円阿弥地区の中央東寄りを南北に通る道路。市道第6号線に相当し、南端は白鍬通り、北端は新大宮バイパスとの合流点の円阿弥（北）交差点である。愛称は、投票時の2案「円阿弥通り」「円阿弥中通り」の中から「円阿弥通り」が選ばれたが、『みち紀行 ―与野の道をたずねて』では「円阿弥仲通り」としている。
- 八王子通り

八王子3丁目の中央や上峰2丁目の西縁を南北に通る道路。市道第255号線の一部と329号線の一部からなり、南端はたつみ通り（県道宗岡さいたま線）、北端は白鍬通りである。愛称は、投票時の2案「八王子通り」「瑞穂台通り」の中から選ばれた。
- 保健センター通り

さいたま市与野休日急患診療所（移転前の中央区保健センター）の南側を東西に通る道路。市道第228号、760号、761号線からなり、西端は本町通り、東端は与野駅に近い中央区・浦和区の境界付近である。国道17号（下落合交差点）以東は、埼玉県道159号さいたま北袋線の1本南側の道路を通る。愛称は、投票時の2案「保健センター通り」「西谷（にしや）通り」の中から選ばれた。
- 福原通り

下落合二丁目交差点を経由して東西に通る道路であり、昭和初期の耕地整理事業によって整備が行われた。市道第425号、430号、460号線の一部からなり、西端は与野中央通り、東端は与野駅近くの中央区・浦和区の境界付近であるが、『みち紀行 ―与野の道をたずねて』では、西端を約600m西の本町通りとしている。
愛称は、投票時の2案「福原通り」「下落合南通り」の中から「福原通り」が選ばれたものであるが、その由来は下落合7丁目にあった「福原農園」によるものいう。
- かやの木通り

国指定の天然記念物「与野の大カヤ」のある妙行寺金毘羅堂の東側や与野西中学校の東側を南北に通る道路。市道第390号線の一部に相当し、南端は埼大通り、北端はたつみ通りである。愛称は、投票時の2案「かやの木通り」「天神通り」の中から選ばれた。
- 中里東通り

新中里5丁目の中央東寄りを南北に通る道路。市道第443号線の一部に相当し、南端は国道17号との合流点（中里交差点北側）、北端はたつみ通りである。愛称は、投票時の2案「中里東通り」「合里（あいりん）通り」の中から選ばれた。
- 大戸中通り

大戸地区と新中里1丁目の中央部を南北に貫く道路。市道第11号線に相当し、南端は中央区南端（南区との境）の別所沼通り、北端は里見通りであるが、『みち紀行 ―与野の道をたずねて』では、北端を、里見通りよりもさらに北の中里稲荷神社先としている。明治時代には「大戸往還」と呼ばれており、その後1930年（昭和5年）からの6年間の耕地整理事業によって、蛇行していた道路が直線状となった。一部区間は、国際興業バスの浦14系統（2016年4月1日廃止）が通っていたことから、「大戸バス通り」とも呼ばれていた。愛称は、投票時の2案は「大戸仲通り」「弥生が丘通り」であったが、愛称として選定されたのは「仲」のにんべんのない「大戸中通り」である。
- 大戸氷川通り

与野南小学校と与野南中学校の間を東西に通る道路。西端は中央区・桜区の境界の高沼用水路西縁付近（「河童の森」北側）、東端は中央区・浦和区の境界付近である。
区間の大半は市道12号線の一部に相当するが、大戸4丁目では、都市計画道路道場三室線の開通に伴い本道が県道バイパスに取り込まれており、国税庁サイトの路線価図には、この区間にも「大戸氷川通り」の記載が残る。
『みち紀行 ―与野の道をたずねて』では、西端を「鈴谷3丁目のコーポレート南与野先で二又に分かれる場所」としているが、ここから「河童の森」に向け南東に直進していた道は、南与野駅西口土地区画整理事業の進展に伴い、2019年9月12日に廃道となった。また、東端を国道17号としているが、これは旧与野市外である。愛称は、投票時の2案「大戸氷川通り」「南中（なんちゅう）通り」の中から選ばれた。

#### 坂道
- 台の坂

与野中央通りとの交差点（中央消防署交差点）付近から東に向かって上り、JR埼京線の線路をくぐる赤山通りの坂。愛称は、投票時の2案「台の坂」「えの木坂」の中から選ばれた。
- やしき坂

赤山通りと新大宮バイパスとの交差点（赤山通り交差点）を、赤山通りとは逆の西側に向かった先の、円阿弥2丁目にある急坂。東から西に向かって下った先は、桜区白鍬の白鍬電建住宅のくぬぎ通りに連なる。愛称は、投票時の2案「西浦坂」「やしき坂」の中から選ばれた。
坂の一帯は、埋蔵文化財包蔵地「御屋敷山遺跡」に指定されている。
- 本町（ほんまち）坂

与野本町駅入口交差点から、 与野本町小学校の南側を東から西へと向かって上る県道宗岡さいたま線（駅前通り）の坂。上った先に圓乘院がある。愛称は、投票時の2案「本町坂」「新道の坂」の中から選ばれた。
- 二戸栗（にどぐり）坂

新中里3丁目にある弘法尊院（二戸栗山大師）の南側を、東から西に向かって下る里見通りの坂。愛称は、投票時の2案「二度栗坂」「里見坂」の中から選ばれた。
- 鈴谷坂

鈴谷5丁目の鈴谷小学校の北側の道を、東（高沼用水路西縁）から西（JR埼京線）へと向かって上る坂。愛称は、投票時の2案「鈴谷坂」「戸崎坂」の中から選ばれた。
- 庚申坂

大戸地区の与野南小学校と与野南中学校を通る大戸氷川通りを、西（高沼用水路東縁）から東（大戸中通り）へと向かって上る坂。南区南浦和にある庚申坂とは別の坂である。愛称は、投票時の2案「庚申坂」「氷川坂」の中から選ばれた。
- 貝塚坂

大戸地区のうち庚申坂（大戸氷川通り）の南を通る新六間道路を、西（高沼用水路東縁）から大戸中通りを越えた東側へと向かって上る坂。坂の南東側に大戸貝塚がある。愛称は、投票時の2案「聖坂」「貝塚坂」の中から選ばれた。
- 稲荷坂

旧与野市の最南端の大戸1丁目を、南（鹿手橋）から北へと向かって上る大戸中通りの坂。別所沼公園と高沼用水路東縁との間に位置する。愛称は、投票時の2案「稲荷坂」「別所坂」の中から選ばれた。

## さいたま新都心
さいたま新都心の土地区画整理事業に伴い新設された周辺地区の道路を含む。
- 西大通り
- 東西大通り

県道56号さいたまふじみ野所沢線のうち、大宮区の北袋町交差点（県道35号川口上尾線〈産業道路〉交点）から中央区の上落合一丁目交差点まで。
- 新都市北通り
- 後原通り
- せせらぎ通り
- 西口駅前通り
- 東口駅前通り
- けやき通り